# Jan Wettyn

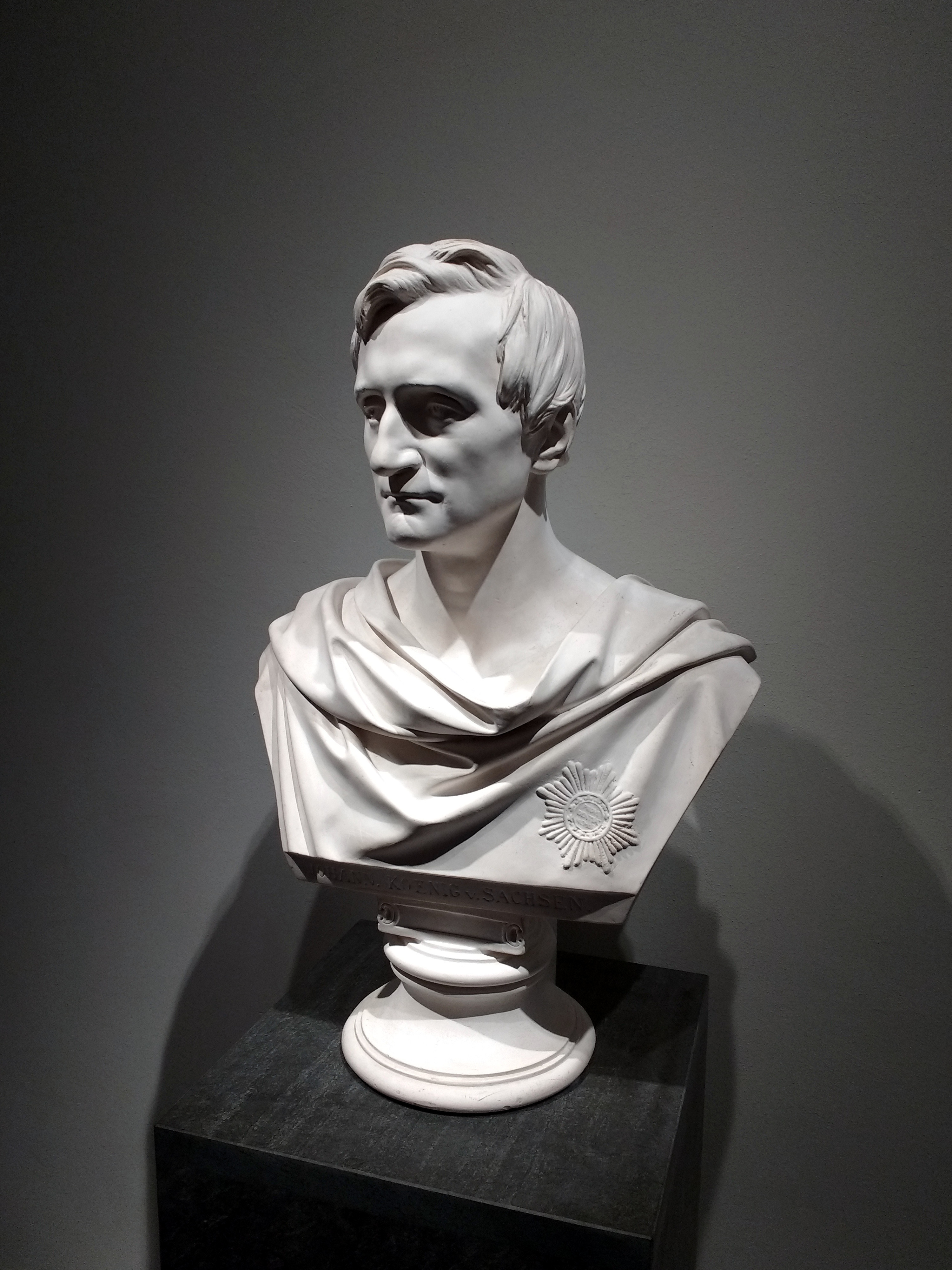
Popiersie króla Jana z 1855 roku

Jan Nepomuk Maria Józef Antoni Wettyn (ur. 12 grudnia 1801 Drezno, zm. 29 października 1873 Drezno) – król Saksonii.
Syn Maksymiliana Wettyna i Karoliny Burbon-Parmeńskiej. Młodszy brat i następca na tronie króla Saksonii Fryderyka Augusta.
Był pod wielkim wpływem ministra Fryderyka Ferdenanda Beusta, przez co wojska Saksonii uczestniczyły w wojnie siedmiotygodniowej.
Przyłączył Saksonię do Związku Północnoniemieckiego. Jego pasją była literatura, przetłumaczył Boską komedię Dantego.
21 listopada 1822 roku ożenił się z Amelią Augustą Wittelsbach – córką króla Bawarii Maksymiliana I Józefa i jego drugiej żony Karoliny Fryderyki Badeńskiej. Para miała dziewięcioro dzieci:
- Maria Augusta (1827-1857),
- Fryderyk Albert (1828-1902) – król Saksonii w latach 1873-1902,
- Maria Elżbieta (1830-1912) – żona księcia Genui Ferdynanda Sabaudzkiego,
- Fryderyk August (1831-1847),
- Fryderyk Jerzy (1832-1904) – król Saksonii w latach 1902-1904,
- Maria Sidonia (1834-1862),
- Anna Maria (1836-1859) – żona wielkiego księcia Toskanii Ferdynanda IV,
- Małgorzata Karolina (1840-1858) – żona Karola Ludwika – brata cesarza Franciszka Józefa,
- Zofia Maria (1845-1867) – żona Karola Teodora – brata cesarzowej Elżbiety.

## Galeria

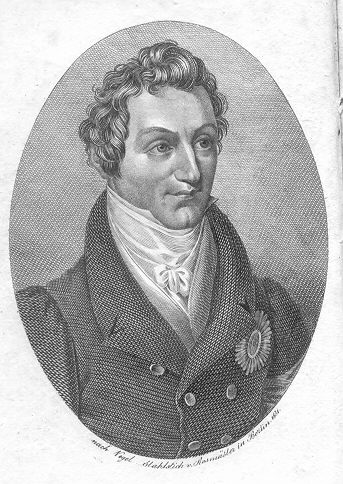
Jan w 1831 roku
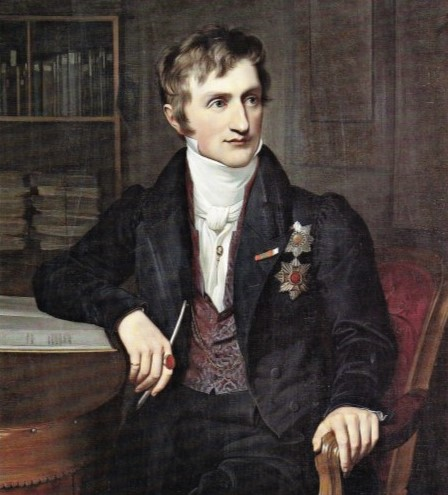
Jan w 1832 roku
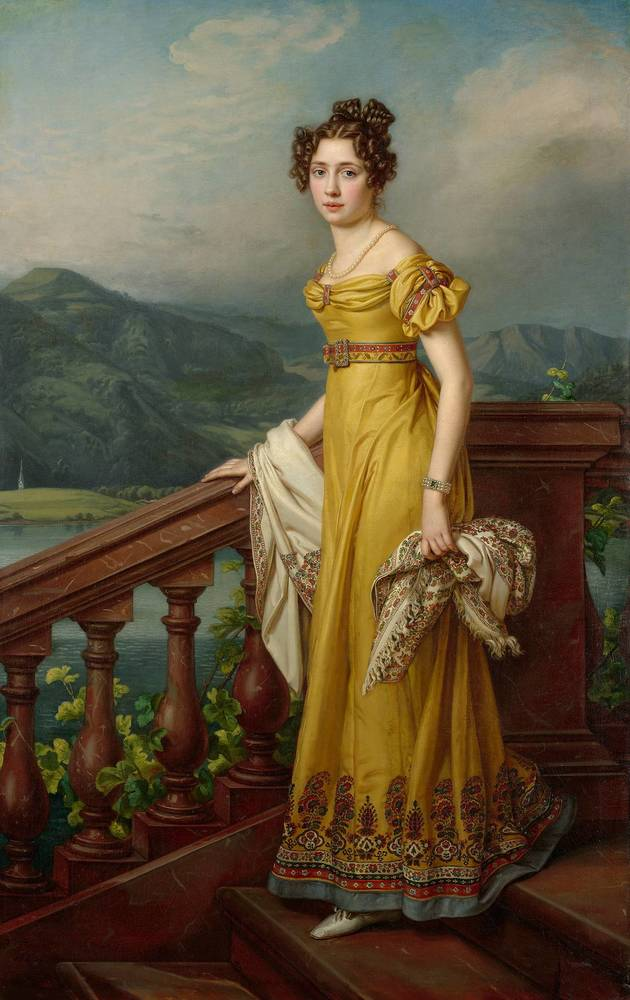
Amalia Augusta Wittelsbach (żona Jana)
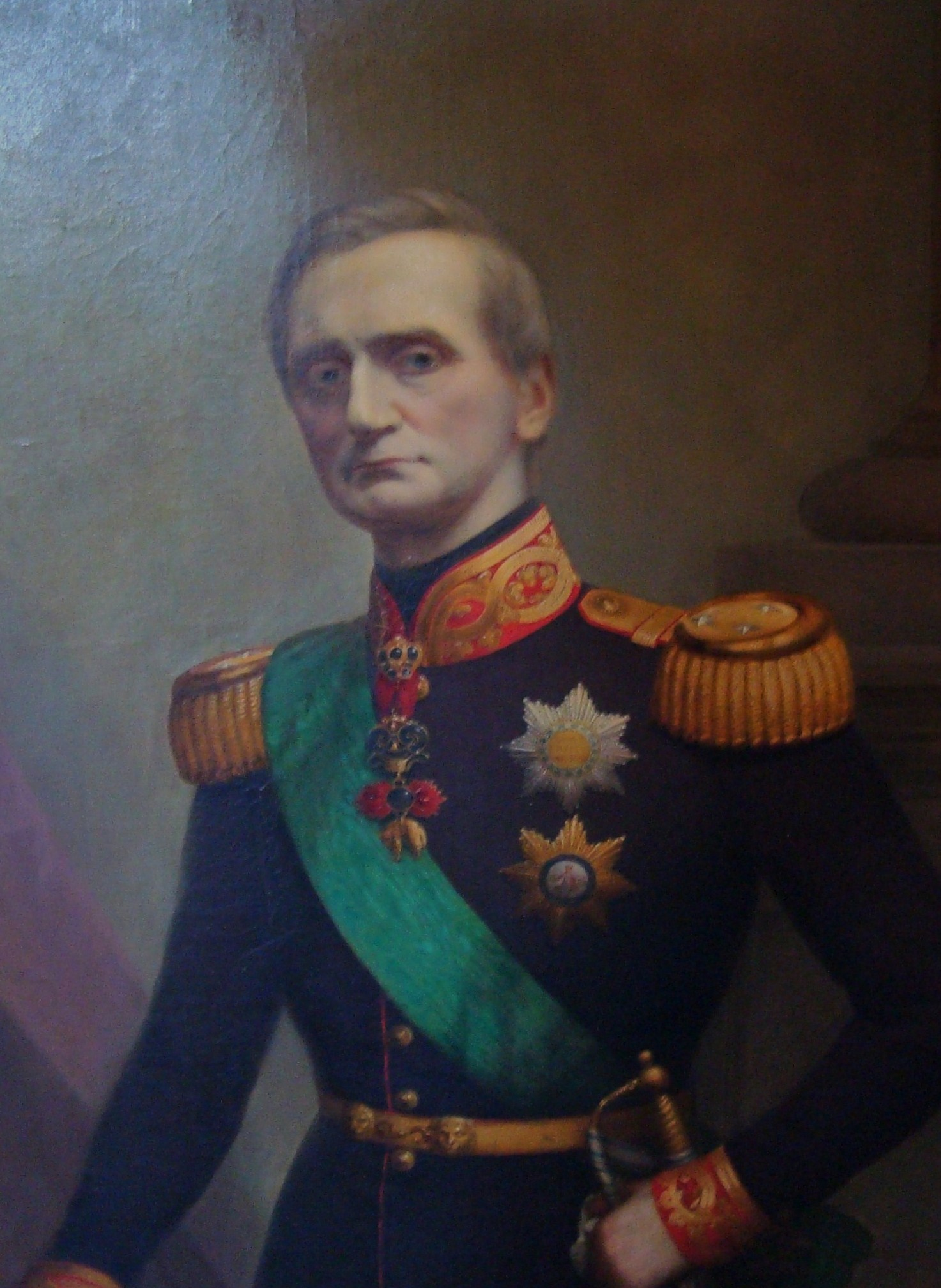
Jan około 1855 roku
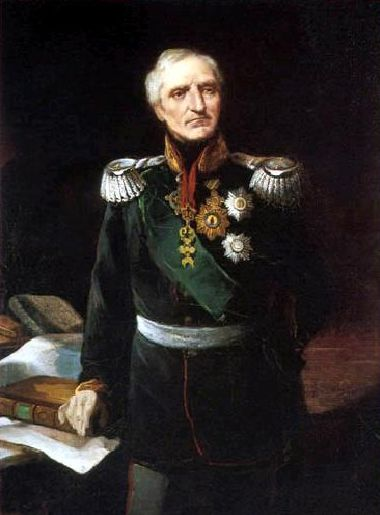
Jan w 1870 roku

## Genealogia
| Prapradziadkowie                      | król Polski August II Mocny (1670-1733) ∞ 1693 Krystyna Eberhardyna Hohenzollern (1671-1727)        | cesarz rzymsko-niemiecki Józef I Habsburg (1678-1711) ∞ 1699 Wilhelmina Amalia Brunszwicka (1673-1742) | cesarz rzymsko-niemiecki Józef I Habsburg (1678-1711) ∞ 1699 Wilhelmina Amalia Brunszwicka (1673-1742) | elektor Bawarii Maksymilian II Emanuel Wittelsbach (1662-1726) ∞ 1695 Teresa Kunegunda Sobieska (1676-1730) | król Hiszpanii Filip V Burbon (1683-1746) ∞1714 Elżbieta Farnese (1692-1766)           | król Francji Ludwik XV Burbon (1710-1774) ∞1725 Maria Leszczyńska (1703-1768)          | książę Lotaryngii Leopold I Józef Lotaryński (1679-1729) ∞1689 Elżbieta Charlotta Orleańska (1676-1744) | cesarz rzymski Karol VI Habsburg (1685-1740) ∞1708 Elżbieta Krystyna Welf (1691-1750)      |
| Pradziadkowie                         | król Polski August III Sas (1696-1763) ∞ 1719 Maria Józefa Habsburg (1699-1757)                     | król Polski August III Sas (1696-1763) ∞ 1719 Maria Józefa Habsburg (1699-1757)                        | Maria Amalia Habsburg (1701-1756) ∞ 1722 cesarz rzymski Karoll VII Wittelsbach (1697-1745)             | Maria Amalia Habsburg (1701-1756) ∞ 1722 cesarz rzymski Karoll VII Wittelsbach (1697-1745)                  | książę Parmy Filip I Parmeński (1720-1765) ∞1739 Maria Ludwika Burbon (1727-1759)      | książę Parmy Filip I Parmeński (1720-1765) ∞1739 Maria Ludwika Burbon (1727-1759)      | cesarz rzymski Franciszek I Lotaryński (1708-1765) ∞1736 Maria Teresa Habsburg (1717-1780)              | cesarz rzymski Franciszek I Lotaryński (1708-1765) ∞1736 Maria Teresa Habsburg (1717-1780) |
| Dziadkowie                            | elektor Saksonii Fryderyk Krystian Wettyn (1722-1763) ∞ 1747 Maria Antonina Wittelsbach (1724-1780) | elektor Saksonii Fryderyk Krystian Wettyn (1722-1763) ∞ 1747 Maria Antonina Wittelsbach (1724-1780)    | elektor Saksonii Fryderyk Krystian Wettyn (1722-1763) ∞ 1747 Maria Antonina Wittelsbach (1724-1780)    | elektor Saksonii Fryderyk Krystian Wettyn (1722-1763) ∞ 1747 Maria Antonina Wittelsbach (1724-1780)         | książę Parmy Ferdynand I Parmeński (1751-1802) ∞1769 Maria Amalia Habsburg (1746-1804) | książę Parmy Ferdynand I Parmeński (1751-1802) ∞1769 Maria Amalia Habsburg (1746-1804) | książę Parmy Ferdynand I Parmeński (1751-1802) ∞1769 Maria Amalia Habsburg (1746-1804)                  | książę Parmy Ferdynand I Parmeński (1751-1802) ∞1769 Maria Amalia Habsburg (1746-1804)     |
| Rodzice                               | Maksymilian Wettyn (1759-1838) ∞1792 Karolina Burbon-Parmeńska (1770-1804)                          | Maksymilian Wettyn (1759-1838) ∞1792 Karolina Burbon-Parmeńska (1770-1804)                             | Maksymilian Wettyn (1759-1838) ∞1792 Karolina Burbon-Parmeńska (1770-1804)                             | Maksymilian Wettyn (1759-1838) ∞1792 Karolina Burbon-Parmeńska (1770-1804)                                  | Maksymilian Wettyn (1759-1838) ∞1792 Karolina Burbon-Parmeńska (1770-1804)             | Maksymilian Wettyn (1759-1838) ∞1792 Karolina Burbon-Parmeńska (1770-1804)             | Maksymilian Wettyn (1759-1838) ∞1792 Karolina Burbon-Parmeńska (1770-1804)                              | Maksymilian Wettyn (1759-1838) ∞1792 Karolina Burbon-Parmeńska (1770-1804)                 |
| Jan Wettyn (1801-1873), król Saksonii | | | | |                                                                                        |                                                                                        | |                                                                                            |